# Meitner (cráter)

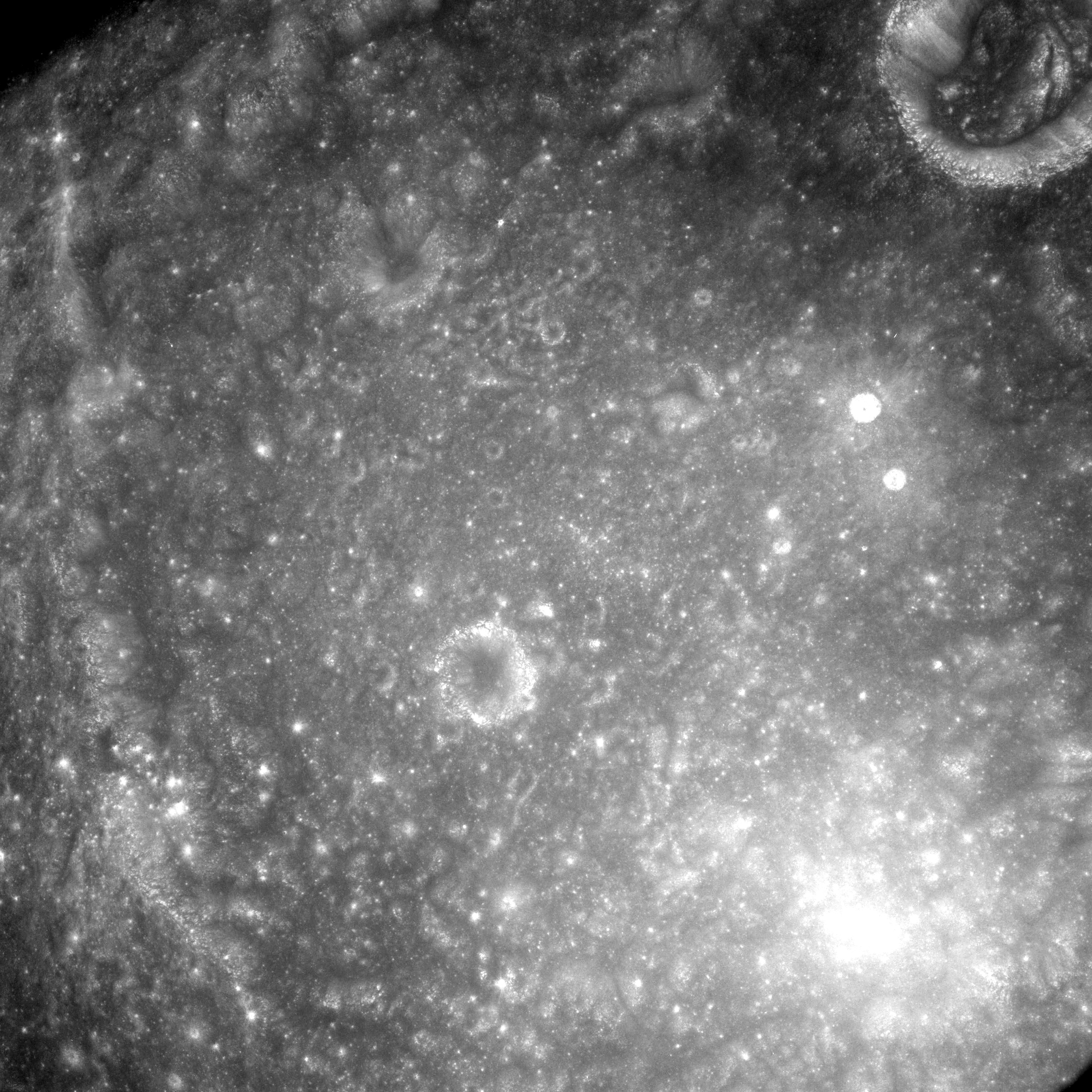
Fotografía de la misión Apolo 8

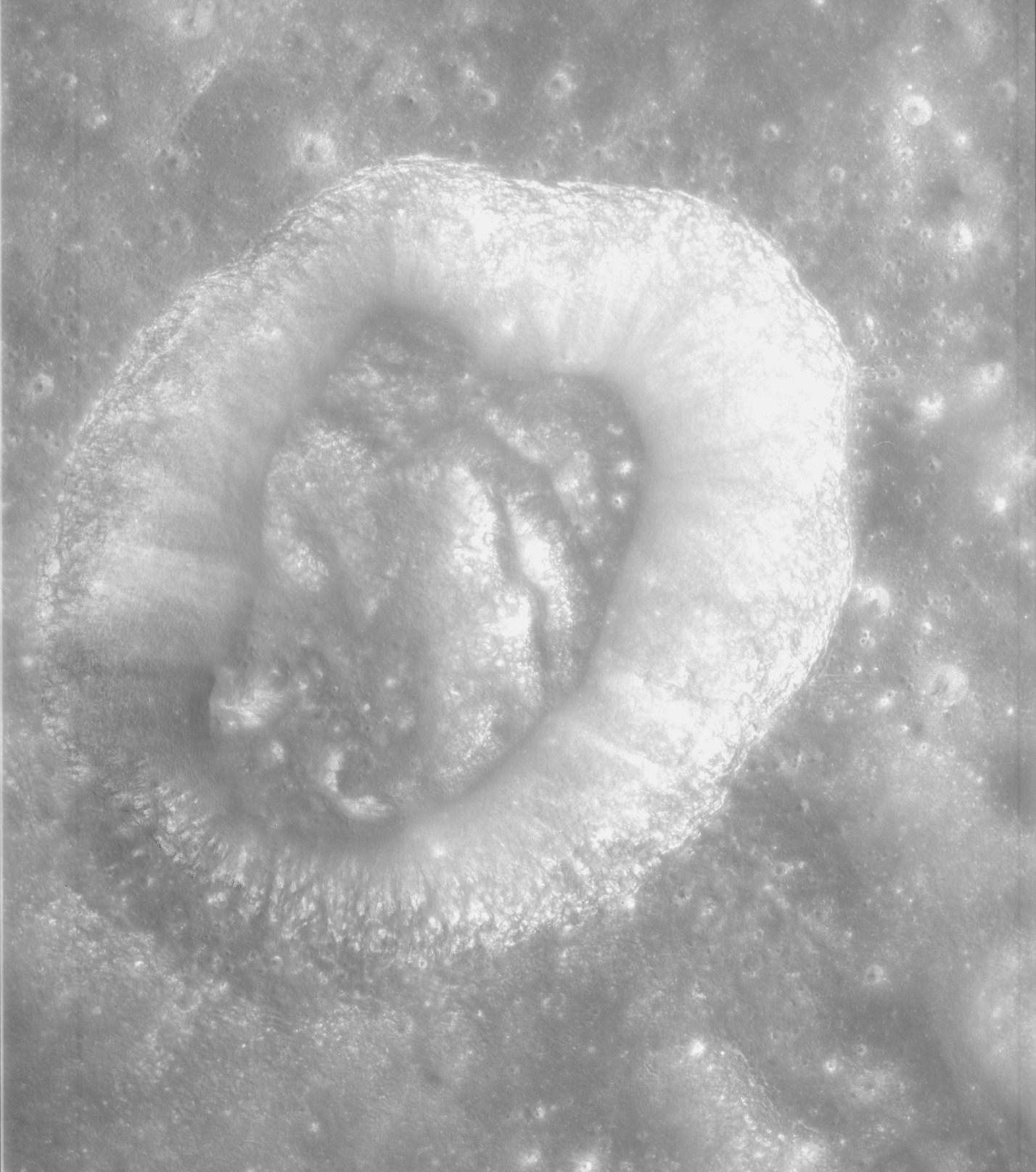
Meitner C. Fotografía de la misión Apolo 15

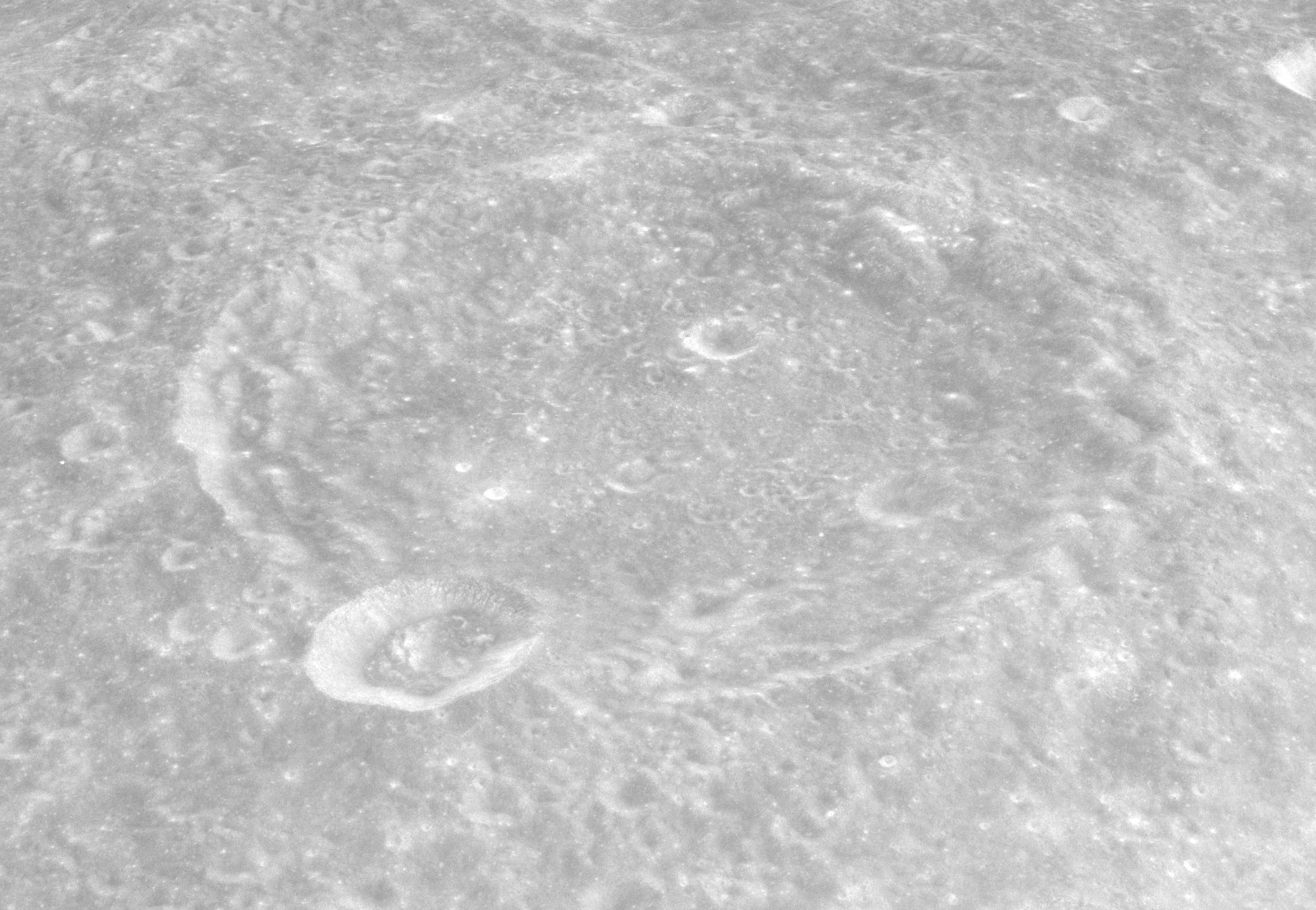
Vista oblicua desde el Apolo 17, mirando al sur

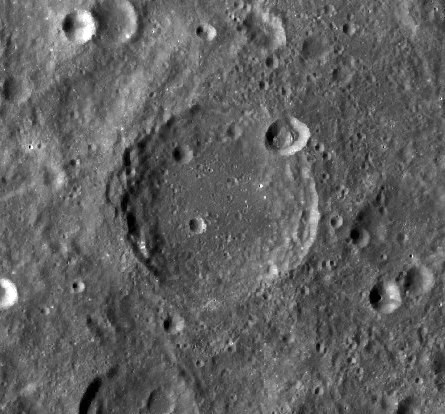
Fotografía de la misión Lunar Reconnaissance Orbiter

Meitner es un cráter de impacto perteneciente a la cara oculta de la Luna, detrás del terminador oriental. Se encuentra al noroeste del cráter Kondratyuk, y alrededor de un diámetro de distancia al oeste del cráter Langemak.
|  |

Este cráter muestra unos rasgos relativamente bien definidos, no habiendo sido erosionado significativamente por impactos posteriores. El brocal es aproximadamente circular, con un ligero saliente exterior en el borde sur. El pequeño cráter satélite Meitner C atraviesa el borde y la pared aterrazada interior del cráter principal al noreste. El suelo interior de Meitner es relativamente plano, con un pequeño cráter justo al suroeste del punto medio y otro más en la pared interior noroeste.
El Apolo 8, la primera misión tripulada que orbitó la luna, sobrevoló directamente por encima de Meitner (entre muchos otros cráteres), obteniendo fotografías de alta resolución de su interior.
Antes de que la UAI le asignara su nombre oficial en 1970, el impacto se denominaba Cráter 276.

## Cráteres satélite
Por convención estos elementos son identificados en los mapas lunares poniendo la letra en el lado del punto medio del cráter que está más cercano a Meitner.
|         | \| Meitner \| Coordenadas \| Diámetro \| \| ------- \| ------------------------------- \| -------- \| \| A \| 8°06′S 113°30′E / -8.1, 113.5 \| 17 km \| \| C \| 9°42′S 113°42′E / -9.7, 113.7 \| 19 km \| \| H \| 11°54′S 116°00′E / -11.9, 116.0 \| 13 km \| \| J \| 12°06′S 115°06′E / -12.1, 115.1 \| 15 km \| \| R \| 12°00′S 109°24′E / -12.0, 109.4 \| 16 km \| |          |
| Meitner | Coordenadas | Diámetro |
| A       | 8°06′S 113°30′E / -8.1, 113.5 | 17 km    |
| C       | 9°42′S 113°42′E / -9.7, 113.7 | 19 km    |
| H       | 11°54′S 116°00′E / -11.9, 116.0 | 13 km    |
| J       | 12°06′S 115°06′E / -12.1, 115.1 | 15 km    |
| R       | 12°00′S 109°24′E / -12.0, 109.4 | 16 km    |